# پارکلند
پارکلند (انگلیسی: Parkland) فیلمی آمریکایی در سبک درام، سیاسی، بیوگرافی، درام، که دربارهٔ نحوه کشته شدن و ترور جان. اف. کندی و لحظات پایانی آن است. فیلم در سال ۲۰۱۳ ساخته شده‌است.

## بازیگران
- زک افران
- تام ولینگ
- جیمز بج دیل
- جکی ویور
- پل جیاماتی
- جکی ارل هیلی
- بیلی باب تورنتون
- مارسیا گی هاردن
- بیتسی تالوک
- آستین نیکولز
- برایان بت
- کالین هنکس
- دیوید هاربر
- گیل بیلاز
- گلن مورشور
- گرگ وایز
- ران لیوینگستون
- روری کاکرین
- نیکو اورس-سویندل